# Martin Strobel
Martin Strobel (Rottweil, 5 giugno 1986) è un ex pallamanista tedesco.

## Carriera
Nel 2016 vince i campionati europei di pallamano con la nazionale tedesca. Alle olimpiadi di Rio vince la medaglia di bronzo.